# Зотов, Тит Поликарпович

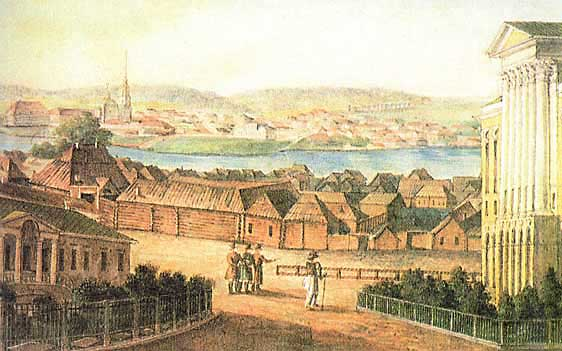
П. П. Свиньин. Вид на дома Расторгуева (Харитонова) и Зотова в Екатеринбурге

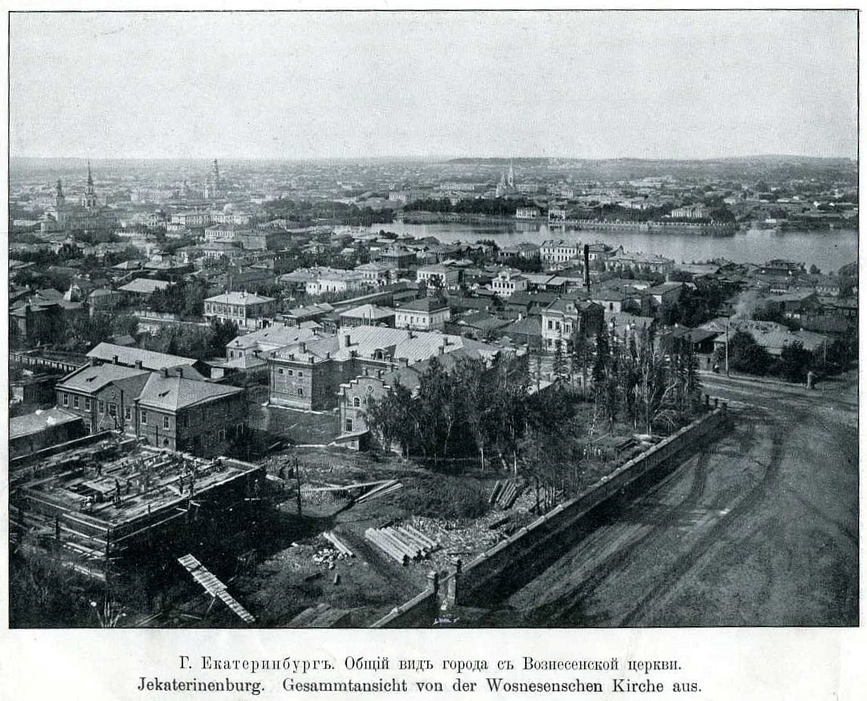
Вид на дом Зотова в Екатеринбурге

Ти́т Полика́рпович Зо́тов (1795, Утка Яковлева, Российская империя — 11 [23] марта 1857, Кыштым, Пермская губерния) — российский мастеровой, заводской управляющий, организатор горного дела на Урале. Почётный гражданин Екатеринбурга, купец 1-й гильдии.

## Биография
Родился в 1795 году в посёлке Утка и происходил из рода крепостных приказчиков. Его отец, Поликарп Федотович Зотов служил управляющим сначала Уткинского, потом Режевского завода принадлежавших промышленнику Савве Яковлевичу Яковлеву. Его дядя, Григорий Зотов, прославился отличной организацией производства на Верх-Исетском заводе, а также своей жестокостью при управлении Кыштымскими заводами. Тит Поликарпович пошёл по их стопам: в 1818—1825 годах был управляющим Режевским заводом,
По легенде, будучи управляющим Режевским заводом, нелегально добывал золото в окрестностях Режа, что позволило ему выкупить себя на свободу. В дальнейшем совместно с другими купцами-староверами участвовал во множестве предприятий по добыче золота как на Урале, так и в Сибири. По словам писателя Дмитрия Наркисовича Мамина-Сибиряка был одним из «королей русского золота».
С 1829 года помогал дяде, находившемуся под следствием, в управлении Кыштымскими заводами. С 1837 года, когда Григорий Зотов был сослан, по 1843 год управлял ими же единолично, по доверенности от владельца Александра Харитонова.
Свадьба в 1847 году его сына с дочкой купца-миллионера Аникия Терентьевича Рязанова из династии купцов Рязановых запомнилась в народе как «зотовская свадьба», которая длилась целый год. Эта городская легенда была зафиксирована Дмитрием Наркисовичем Маминым-Сибиряком в 1880-х годах, современники же описывали продолжительность свадьбы как сопоставимую с обычной.
В компании с Аникием Терентьевичем Рязановым и Никоном Абрамовичем Ушаковым Тит Поликарпович занимался разработкой медных и угольных месторождений на территории современного Казахстана. Первые переговоры прошли в 1848 году, а в 1853 было зарегистрировано предприятие.
Усадьба Зотова находилась в Екатеринбурге на Вознесенской горке, на месте современного Аграрного университета.
Являлся одним из лидеров старообрядческой общины, профинансировал строительство Успенской единоверческой церкви в Реже. Построил в 1847—1849 годах в Кыштыме Свято-Троицкую единоверческую церковь.
В конце жизни практически разорился из-за многочисленных судебных тяжб и споров с компаньонами.